# Анциферово (Великоустюгский район)
Анциферово — деревня в Великоустюгском районе Вологодской области.
Входит в состав Покровского сельского поселения (с 1 января 2006 года по 13 апреля 2009 года входила в Викторовское сельское поселение), с точки зрения административно-территориального деления — в Викторовский сельсовет.
Расстояние до районного центра Великого Устюга по автодороге — 60 км, до центра муниципального образования Ильинского по прямой — 2 км. Ближайшие населённые пункты — Беляшкино, Малое Чебаево, Ильинское.
По переписи 2002 года население — 5 человек.